# Bryan Falaschi
Bryan Falaschi (La Chaux-de-Fonds, 21 mei 1991) is een Italiaans veldrijder. Tot 2008 reed hij met een Zwitserse licentie.

## Palmares
| Seizoen   | Wereldbeker | Giro d'Italia | WK       | EK       | IK       | Overige     | Totaal aantal zeges |
| Junioren  | Junioren    | Junioren      | Junioren | Junioren | Junioren | Junioren    | Junioren            |
| --------- | ----------- | ------------- | -------- | -------- | -------- | ----------- | ------------------- |
| 2007-2008 |             |               |          | 23e      |          |             | 0                   |
| 2008-2009 |             |               | 17e      | 5e       | Zilver   |             | 0                   |
| Beloften  |             |               |          |          |          |             |                     |
| 2009-2010 |             |               | 25e      |          | Zilver   |             | 0                   |
| 2010-2011 |             |               |          | 15e      | 5e       |             | 0                   |
| 2011-2012 |             |               | 21e      | 24e      | 4e       |             | 0                   |
| 2012-2013 |             |               |          | 29e      | Goud     |             | 1                   |
| Elite     |             |               |          |          |          |             |                     |
| 2013-2014 |             |               | 30e      |          |          |             | 0                   |
| 2014-2015 |             | Brugherio     |          |          | Zilver   | Beromünster | 2                   |
| 2015-2016 |             |               |          |          |          |             | 0                   |